# Daniel Helguera Pérez
Daniel Helguera Pérez, conegut amb el sobrenom de Maskota, (Castro Urdiales, 23 d'abril de 1909 - Quintanilla Sopeña, 2 de desembre de 1936) fou un futbolista espanyol de la dècada de 1930.

## Trajectòria
Començà jugant a clubs locals, fins que passà al segon equip de l'Athletic Club. Cap al 1930 es traslladà València, on defensà els colors de l'Sporting de Sagunt i del Gimnàstic FC.
L'any 1932 va jugar al CE Sabadell, i a continuació fitxà pel FC Barcelona, on jugà la temporada 1932-33. La temporada posterior defensà els colors del club Arenas de Getxo a primera divisió.
Va morir durant la Guerra Civil, víctima de la repressió republicana, amb només 27 anys.